# Frankenhofner See

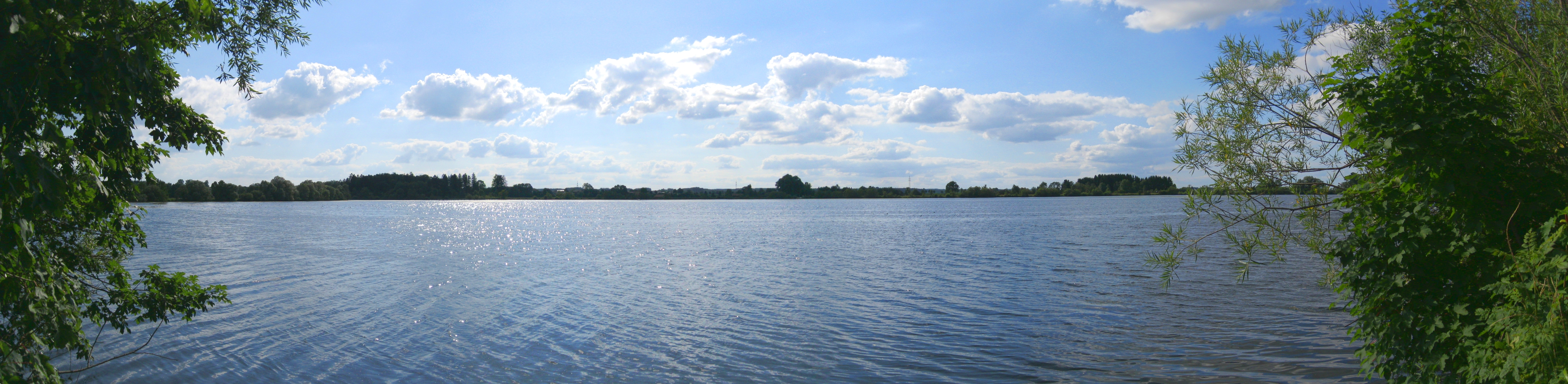
Blick vom Ostufer nach Westen

Der Frankenhofner See ist eine Staustufe der Wertach und dient der Energiegewinnung.

## Lage
Der See liegt etwa fünf Kilometer südöstlich von Bad Wörishofen im schwäbischen Landkreis Unterallgäu, beim Flusskilometer 55 der Wertach.

## Name
Der See ist nach dem nahe gelegenen Frankenhofen benannt. Gelegentlich wird auch die Schreibweise Frankenhofener See verwendet.

## Geschichte
Das Wasserkraftwerk wurde in den Jahren 1969 bis 1970 errichtet und am 7. Oktober 1970 in Betrieb genommen. Die maximale Leistungsabgabe beträgt 1,5 Megawatt.